# 宿迁市广播电视总台
宿迁市广播电视总台，是一家总部设在江苏省宿迁市的地级广播电视台，2005年1月31日，经宿迁市委市政府批准，原宿迁人民广播电台和原宿迁电视台合并宿迁市广播电视总台，属市政府直属正处级事业单位。2010年7月12日，宿迁市广播电视集团挂牌成立。
总台的前身为1996年成立的宿迁电视台和宿迁人民广播电台。

## 电视频道和栏目
频道拥有综合、公共2个电视频道，18个自办电视节目；拥有新闻综合（FM92.1）、交通音乐（FM101.9）2个广播频率，21个自办广播节目。
综合频道
主要栏目：
- 宿迁新闻
- 楚风夜话
- 石头聊两句
- 宿迁金融
- 今日宿迁开发区
- 政务时空

公共频道
主要栏目：
- 精彩宿迁
- 走起新生活
- 宝贝计划
- 爱尚车

## 广播频率
- 新闻综合（FM92.1）
- 交通音乐（FM101.9）